# Palatul Toldalagi-Korda din Cluj-Napoca
Palatul Toldalagi-Korda din Cluj-Napoca (strada I.C. Brătianu nr. 14) este un monument istoric și de arhitectură laică. 

## Istoric
Edificiul a fost construit între anii 1801-1807 după planurile arhitectului italian Carlo Justi. 
El reprezintă una dintre cele mai frumoase clădiri ale orașului din perioada de trecere de la baroc la clasicism. A aparținut contelui Toldalagi Laszlo și soției acestuia, contesa Korda Anna.
O placă comemorativă amintește că aici a locuit între anii 1919-1925 compozitorul Gheorghe Dima.
Clădirea a găzduit o perioadă biblioteca Facultății de Matematică și Informatică din cadrul Universității "Babeș-Bolyai" Cluj-Napoca, iar actualmente în aceeași clădire funcționează direcția generală administrativă a universității.

## Galerie de imagini

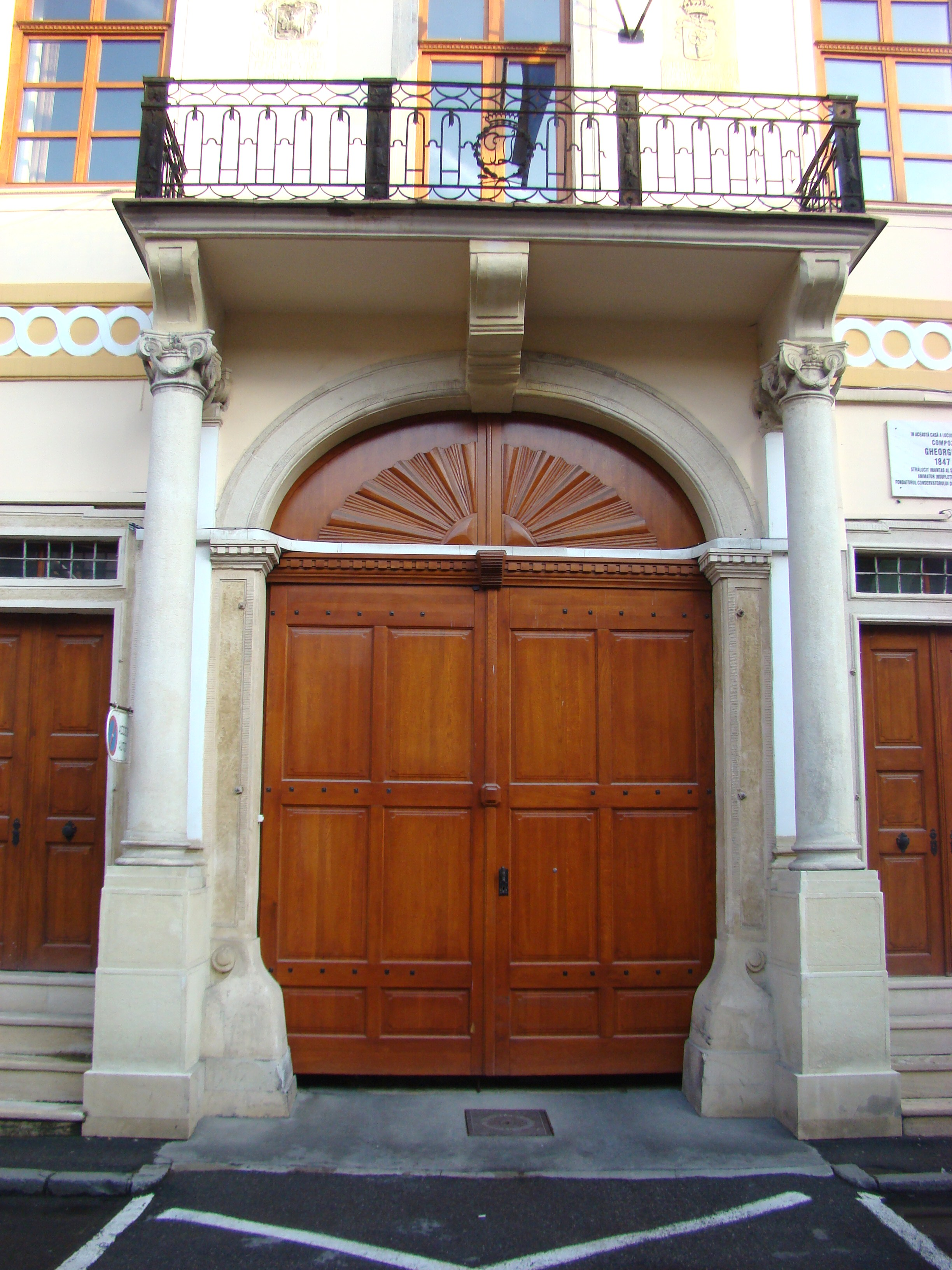
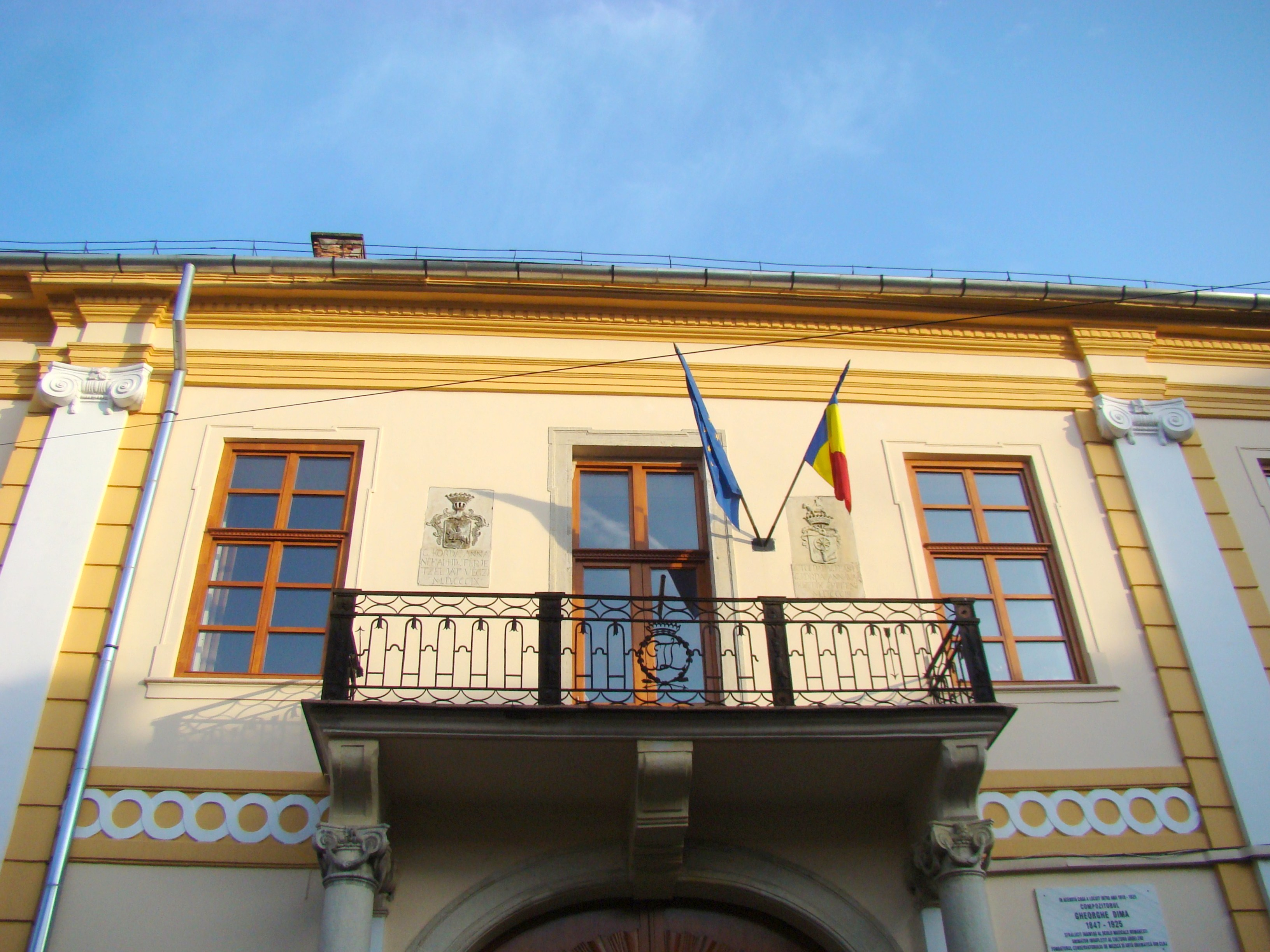
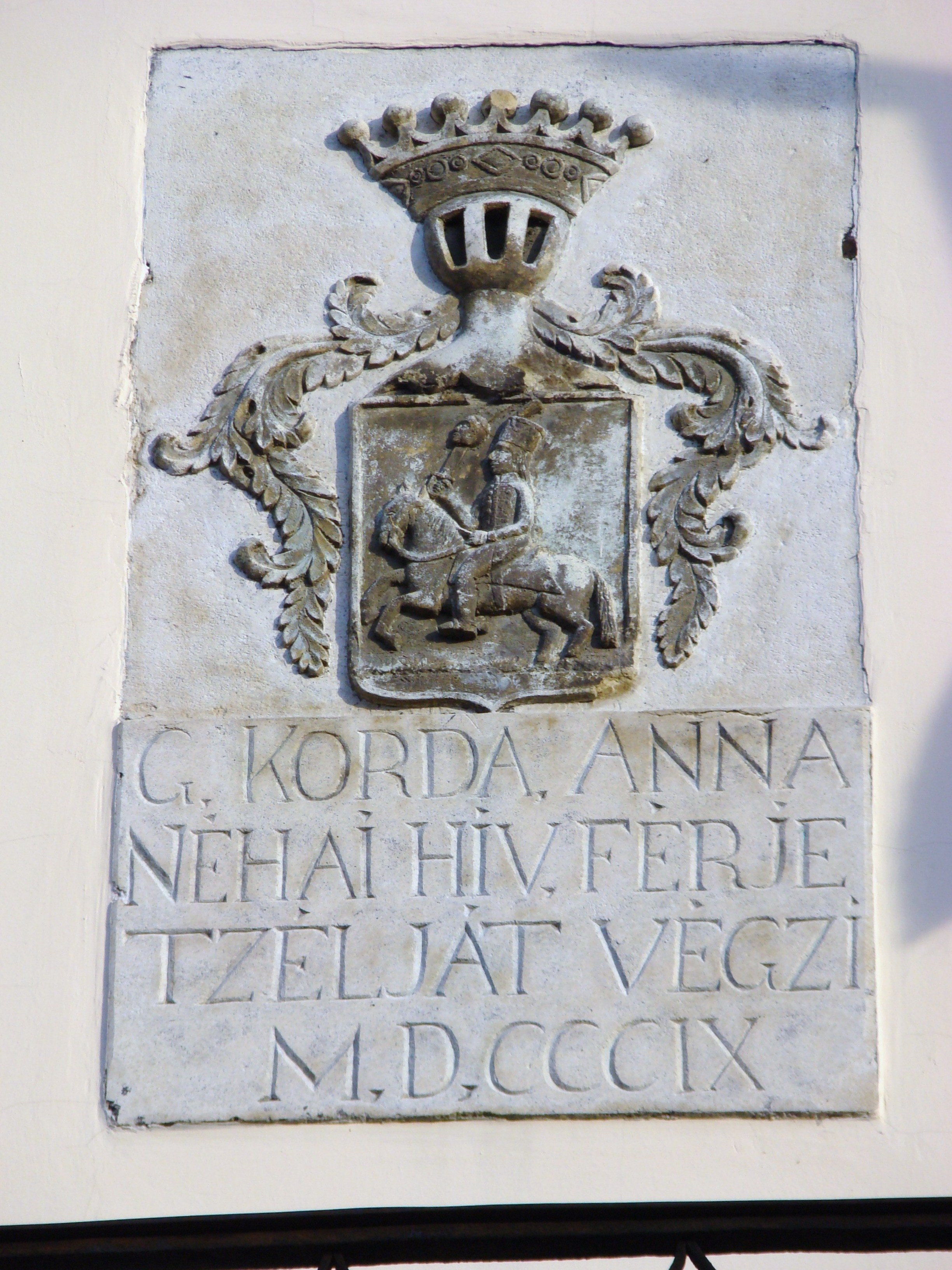
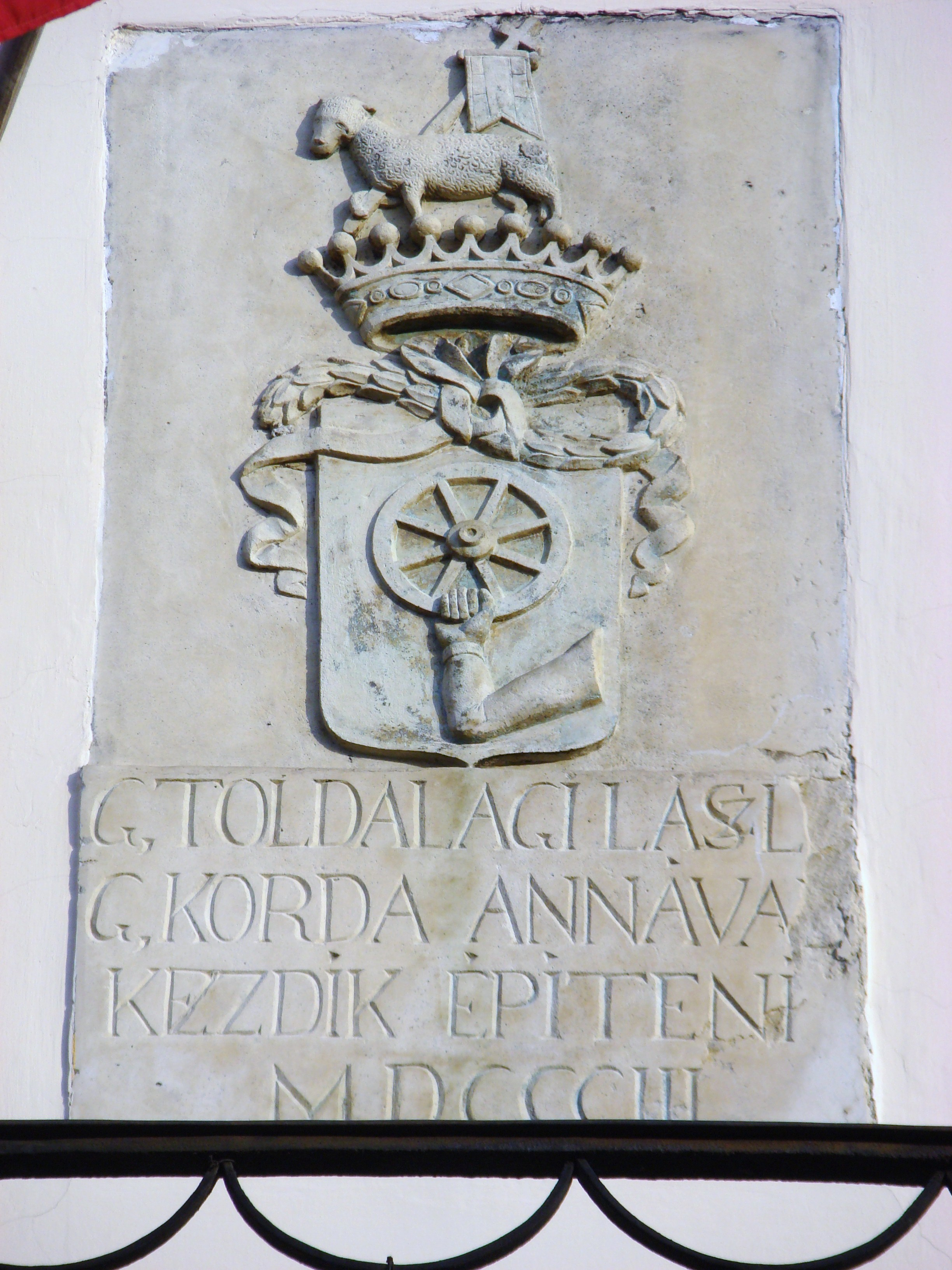
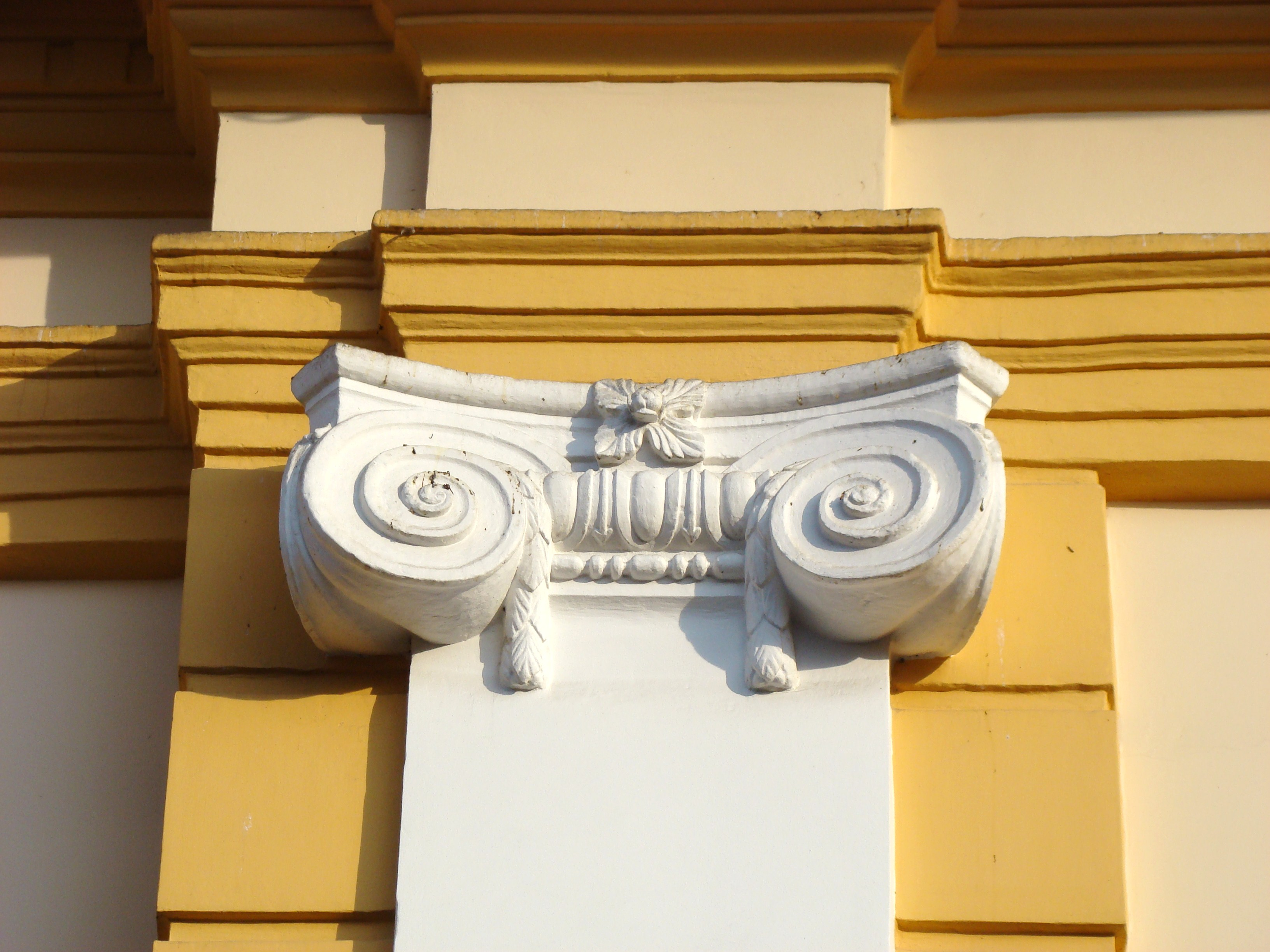
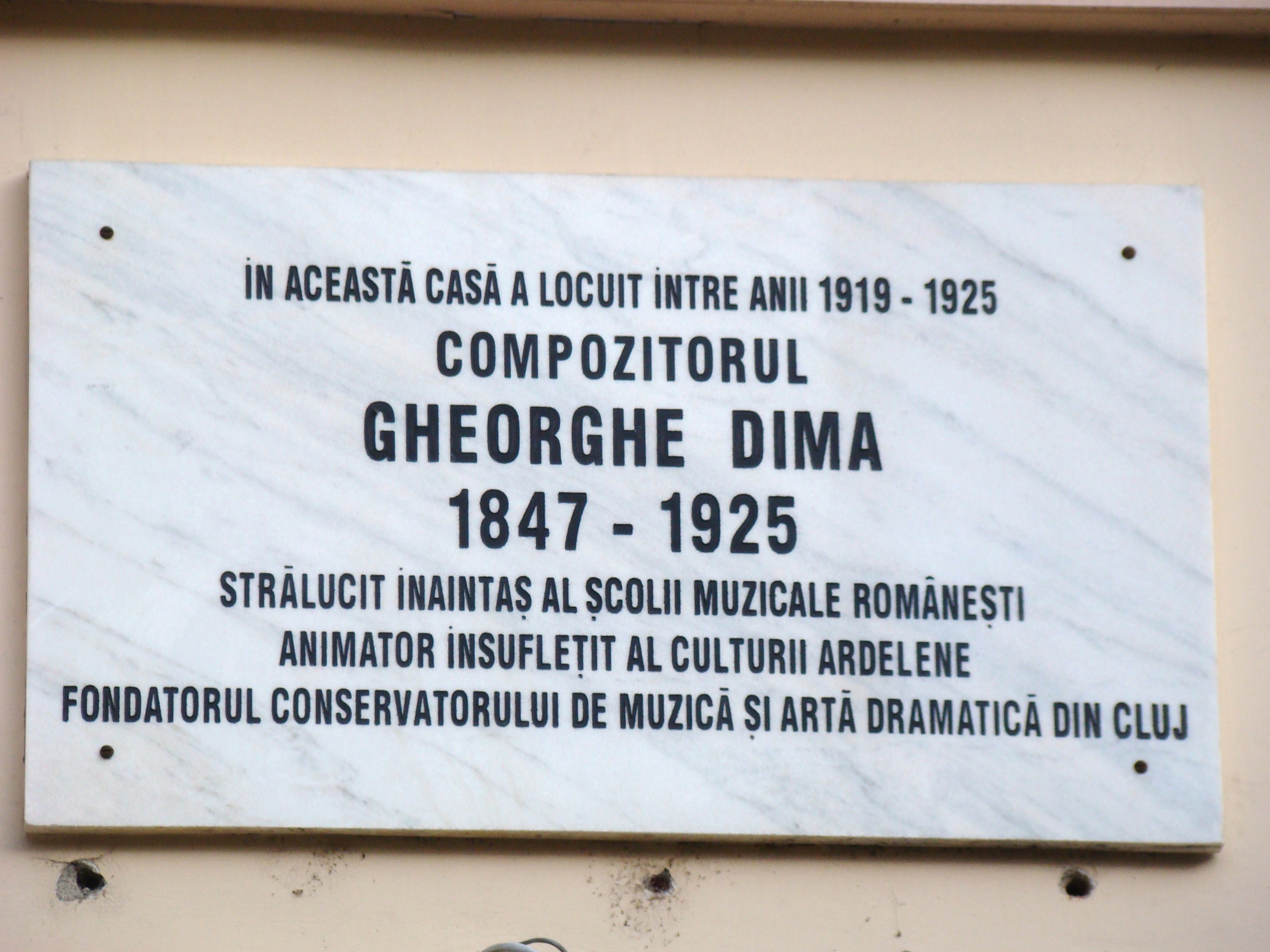